# Тан Юйтін
Тан Юйтін (26 квітня 1999) — китайська плавчиня.  Учасниця Чемпіонату світу з водних видів спорту 2015, де в естафеті 4x100 метрів вільним стилем її збірна посіла 7-ме місце, кваліфікувавшись на літні Олімпійські ігри 2016.